# Ariane de Wagner
Ramosomyia wagneri
Espèce
Répartition géographique
Statut de conservation UICN

 LC  : Préoccupation mineure
Statut CITES
L'Ariane de Wagner (Ramosomyia wagneri) est une espèce de colibris de la sous-famille des Trochilinae.

## Distribution
Cet oiseau est endémique au Mexique.

## Systématique
Ramosomyia wagneri est considérée par certains comme une sous-espèce de l'Ariane à front vert auquel cas elle porte le nom de Amazilia viridifrons wagneri (A. R. Phillips, 1966).